# Numància (Hispània)
|  | Per a altres significats sobre Numància, vegeu «Numància». |

Numància (en llatí Numantia) fou una ciutat d'Hispània capital dels arevacs (Plini la situa al país dels pelèndons, però tots els altres autors la situen al dels arevacs, un poble de la Tarraconense). Era a la via entre Asturica i Caesaraugusta. Les restes de la ciutat són a 7 km al nord de la moderna Sòria, dintre del municipi de Garray. Fou assetjada entre el 143 i el 133 aC (Setge de Numància) i destruïda per Escipió Emilià i molts habitants van morir de fam o es van suïcidar abans de retre's. Els qui es van rendir foren venuts com a esclaus i 50 van ser portats a Roma per participar en el triomf de l'Africà (132 aC). La ciutat restà dos-cents anys despoblada.
En l'actualitat, Numància és un jaciment arqueològic de la província de Sòria, declarat Bé d'Interès Cultural incoat des del 25 d'agost de 1882 i declarat el 29 d'agost de 1882.
Aquest jaciment és excavat en l'actualitat, per un grup d'arqueòlegs de la Universitat Complutense de Madrid, mitjançant fons de la Junta de Castella i Lleó. Cada estiu es realitza una campanya al jaciment que dura els mesos de juliol i agost, i posteriorment, les restes arqueològiques són analitzades en els laboratoris d'aquesta universitat.
Des del 2003 es realitzen els treballs d'excavació a la vil·la XXIII. El projecte actual pretén desvetllar els dubtes arqueològics existents al jaciment, al voltant dels espais domèstics, ja que les altres illes van ser excavades per Adolf Schulten, Melida, Taracena i altres arqueòlegs de finals del segle xix i principis del segle xx, els quals no usaven metodologia arqueològica de documentació exhaustiva de localització i identificació dels espais.

## Origen i situació

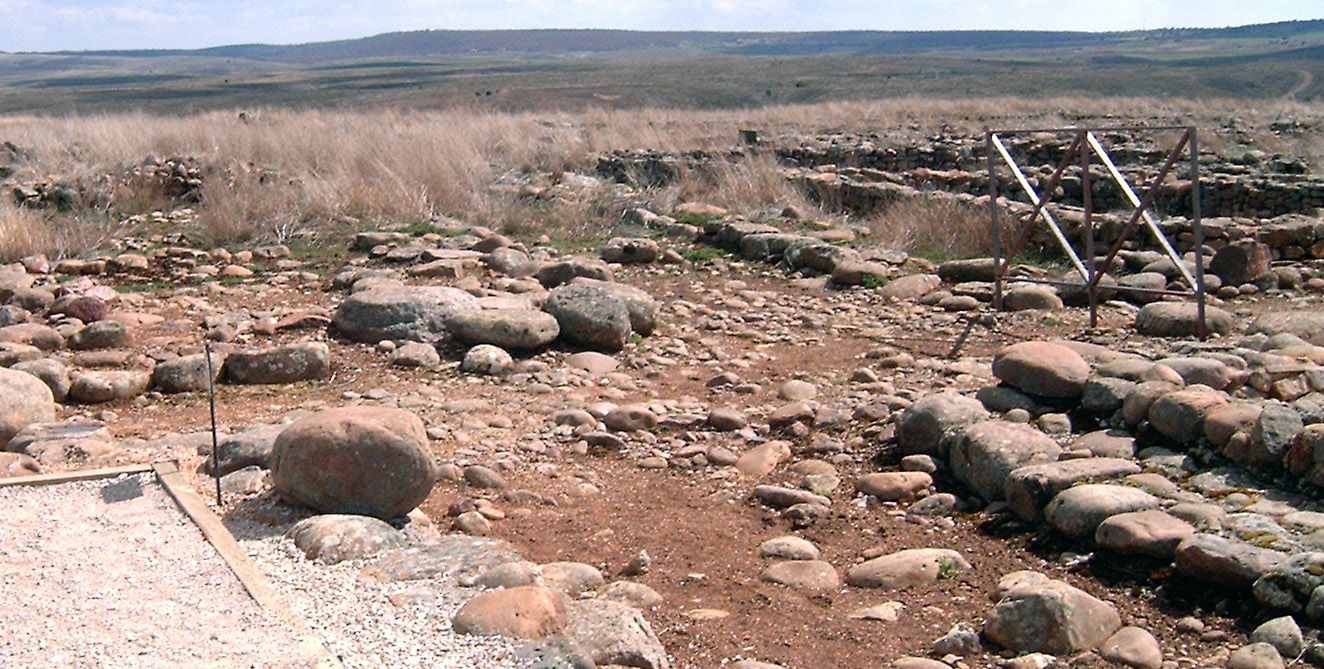
Restes de la ciutat de Numància.

No queda molt clar si era una ciutat que pertanyia al poble dels pelèndons o dels arevacs. En aquest sentit, Plini el Vell afirma que és una ciutat pelèndona, tot i que altres autors, com Estrabó i Ptolemeu, la situen entre els arevacs. Les principals conjectures respecte a aquesta qüestió radiquen en l'origen històric de l'arribada de tots dos pobles a l'actual sòl espanyol: els arevacs vingueren a la península posteriorment als pelèndons i els desplaçaren fins al nord de Sòria, no quedant clar quin d'ambdós fou l'autèntic precursor de Numància.
La principal font de dades sobre l'antiga vida a Numància prové de l'arqueologia, ja que gairebé no subsisteixen restes escrites sobre la vida quotidiana dels seus habitants.
La ubicació geogràfica de la ciutat celtibera se situa al turó de la Muela de Garray, un punt estratègic delimitat per les muntanyes del Sistema Ibèric, des del Pico de Urbión fins al Moncayo, i rodejant per les fosses del riu Duero i el seu afluent, el riu Merdanxo. La seva superfície pot haver arribat a les vuit hectàrees.
La seva primera ocupació data del calcolític, a principis de l'edat del bronze (entre el 1800-1700 aC). Perduraria un assentament de la cultura dels castros de l'edat del ferro fins al segle vi aC.
Després d'esser arrasada per Roma, la ciutat no va estar molt de temps sense ser ocupada, trobant-se restes de poblament pertanyents al segle I aC. Aquesta època es caracteritza per un urbanisme bastant regular, tot i que sense grans edificis públics. En el segle iii comença la seva decadència (tot i que s'han trobat restes romanes del segle IV).

## Urbanisme

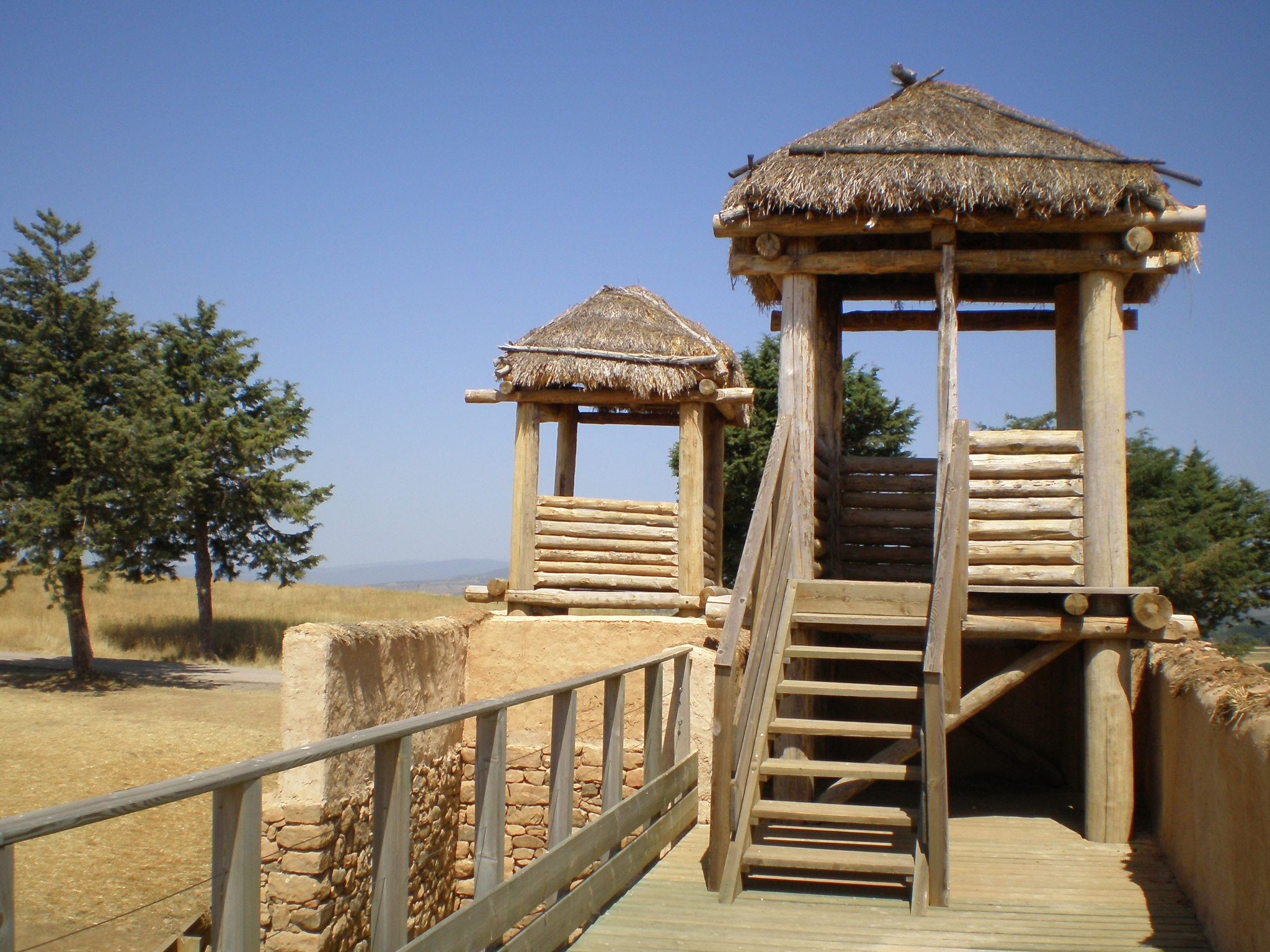
Reconstrucció actual de les muralles de Numància.

Empedrats amb pedres rodades, els carrers s'orientaven en direcció est-oest per a protegir-se del fred. Quan plovia, els claveguerams de les cases vessaven l'aigua i el llot al mateix carrer. La presència del riu Duero implicava zones entollades al territori.
Les cases s'agrupaven en petits barris i s'alineaven aquelles més properes a la muralla. Les cases, d'uns 50m², tenien tres habitacions. Les primeres llars cèltiques foren de dues cambres, i amb el temps s'hi afegí la tercera, davant la casa i amb la porta tancada. A l'habitació principal, els numantins hi menjaven, dormien i estimaven; utilitzaven una altra cambra com a celler i una tercera com a vestíbul i entrada.
| « | L'àmplia superfície excavada (unes sis hectàrees) aporta poques referències de la ciutat més antiga (destruïda en el 133 aC. per Escipió Emilià), oferint una millor informació de la ciutat celtibera del segle I aC i de la romana imperial, que presenten una ordenació en retícula irregular, sense deixar espais lliures o places. | » |

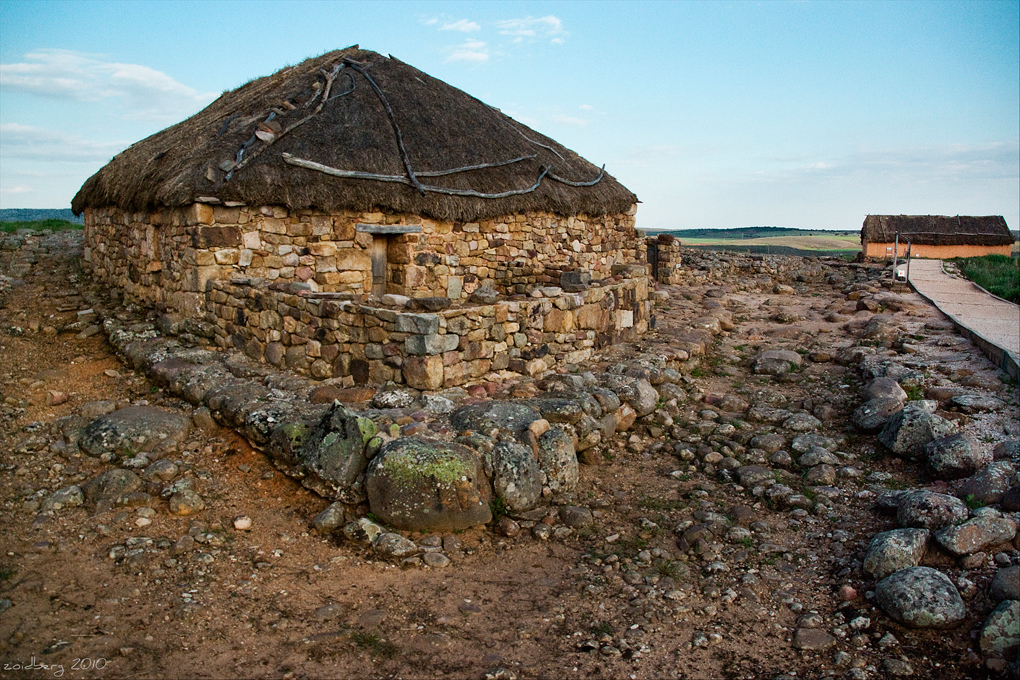
Reconstrucció d'un habitatge celtibèric a Numància.

Les llars eren de pedra, tot i que hi havia elements de fusta, fang i palla; el sostre quedava constituït per trenes de sègol. Els numantins recobrien el terra amb terra aplanada per caldejar l'ambient. Les cases eren càlides i acollidores.
Pel que fa als aliments, la carn s'alternava amb els cereals, fruits secs i llegums. També hi havia vi amb mel i la famosa cervesa anomenada caelia, feta de blat fermentat.
Un element interessant era la presència de corrals rectangulars, afegits a les cases. Era costum dels habitants banyar-se en la seva pròpia orina, tot i ser curosos i nets en llur manera de viure, segons Diodor Sícul i Estrabó.
Una muralla reforçada per diverses torrasses, amb quatre portes d'entrada i sortida, defensava els seus habitants, que podien viure de mode permanent en un nombre de 2.000.

## Arqueologia

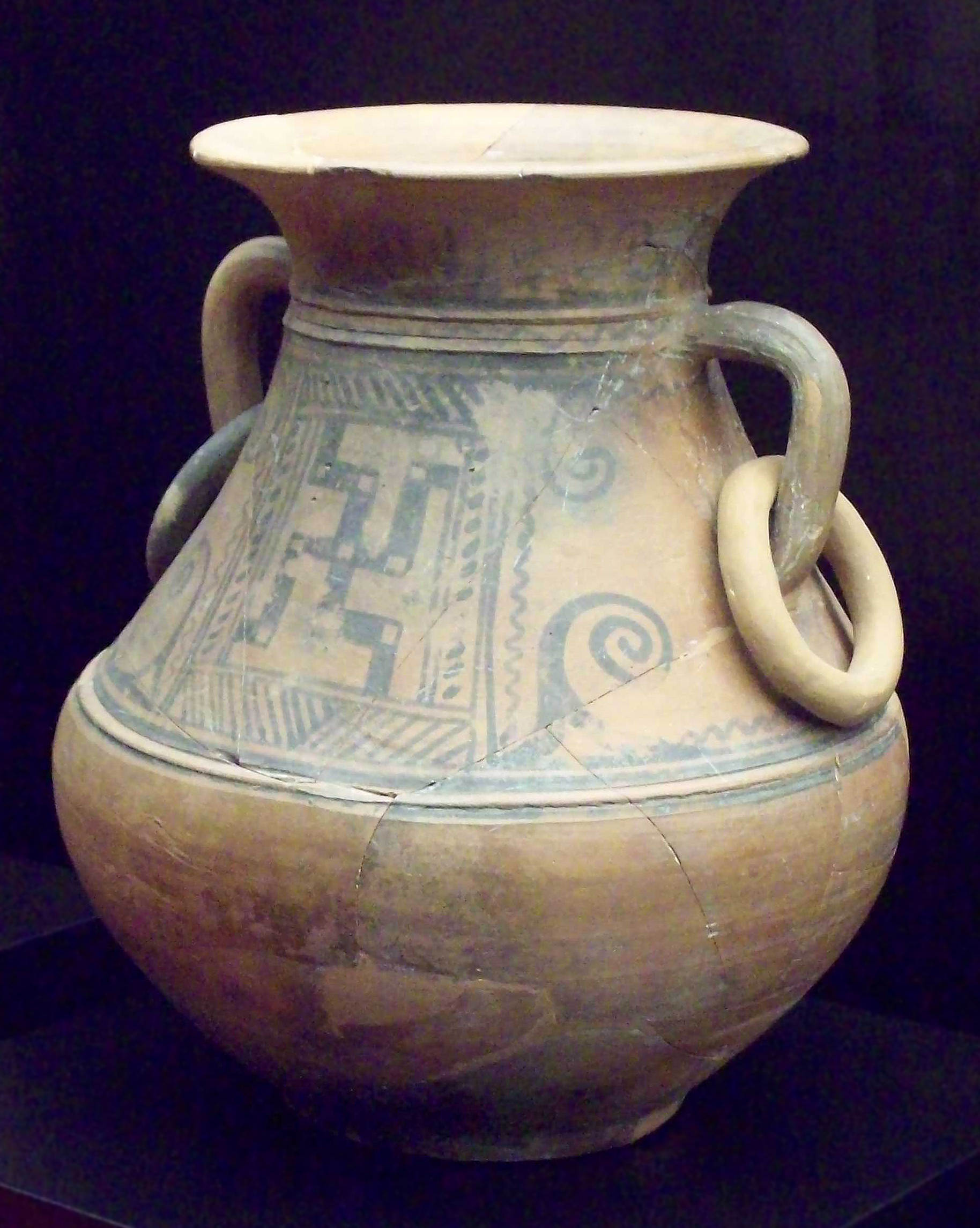
Vas d'argila pintada del segle II o I aC trobat a Numància

El temps va esborrar de la memòria la situació geogràfica de Numància i el seu emplaçament només es podia endevinar, de forma poc aproximada, pels escrits que havien deixat els romans. Algunes teories la situaven a Zamora fins al 1860, quan Eduardo Saavedra va descobrir l'emplaçament real de les ruïnes de la ciutat. També, al segle xvi, l'erudit Fra Antonio de Guevara en una carta al duc de Nájera, el senyor Antonio Manrique, i el seu germà l'arquebisbe de Sevilla a la que discutien si Numància estava a Zamora o Sòria, Guevara dona la indicació que Numància es troba a Garray. Els emplaçaments dels campaments romans al voltant de la ciutat van ser establerts per Adolf Schulten. Les excavacions arqueològiques regulars del lloc van començar el 1906 i continuen 100 anys després, amb un equip d'investigadors sota la direcció científica d'Alfredo Jimeno.

## Reconeixements històrics
L'actitud dels numantins va impressionar tant a Roma que els mateixos escriptors romans van enaltir la seva resistència, com Plini o Flor, convertint-la en un mite, que es va unir amb altres ciutats i pobles de la península que van lluitar fins al final, com Calagurris, Estepa o les ciutats càntabres, entre d'altres.
Miguel de Cervantes va dramatitzar el fet històric del famós setge a la ciutat en la seva tragèdia «El sitio de Numancia», escrita i representada cap a 1585. Durant la invasió francesa es va revifar el mite numantí en establir un clar pararel·lisme entre la resistència celtibera i l'espanyola.
El jaciment va ser declarat Monument Nacional per Reial Ordre de 25 d'agost de 1882, per la qual cosa va gaudir de la protecció de l'Estat i la Comissió de Monuments de Soria.
El pintor Aleix Vera va realitzar el 1881 el quadre Els últims dies de Numància; el 1886 es va col·locar un obelisc en record dels numantins pel 2n Batalló del Regiment de Sant Marcial.
Al començament del segle xx, en el regnat d'Alfons XIII, es va tornar a donar interès a Numància. En record a la ciutat hispana, s'ha donat el nom de Numància a una ciutat d'Aklan, Filipines, al Club Deportivo Numancia i a diversos vaixells i unitats militars.